# 6709 Hiromiyuki
A 6709 Hiromiyuki (ideiglenes jelöléssel 1989 CD) a Naprendszer kisbolygóövében található aszteroida. Masaru Arai és Hiroshi Mori fedezte fel 1989. február 2-án.